# Matthias Zwarg

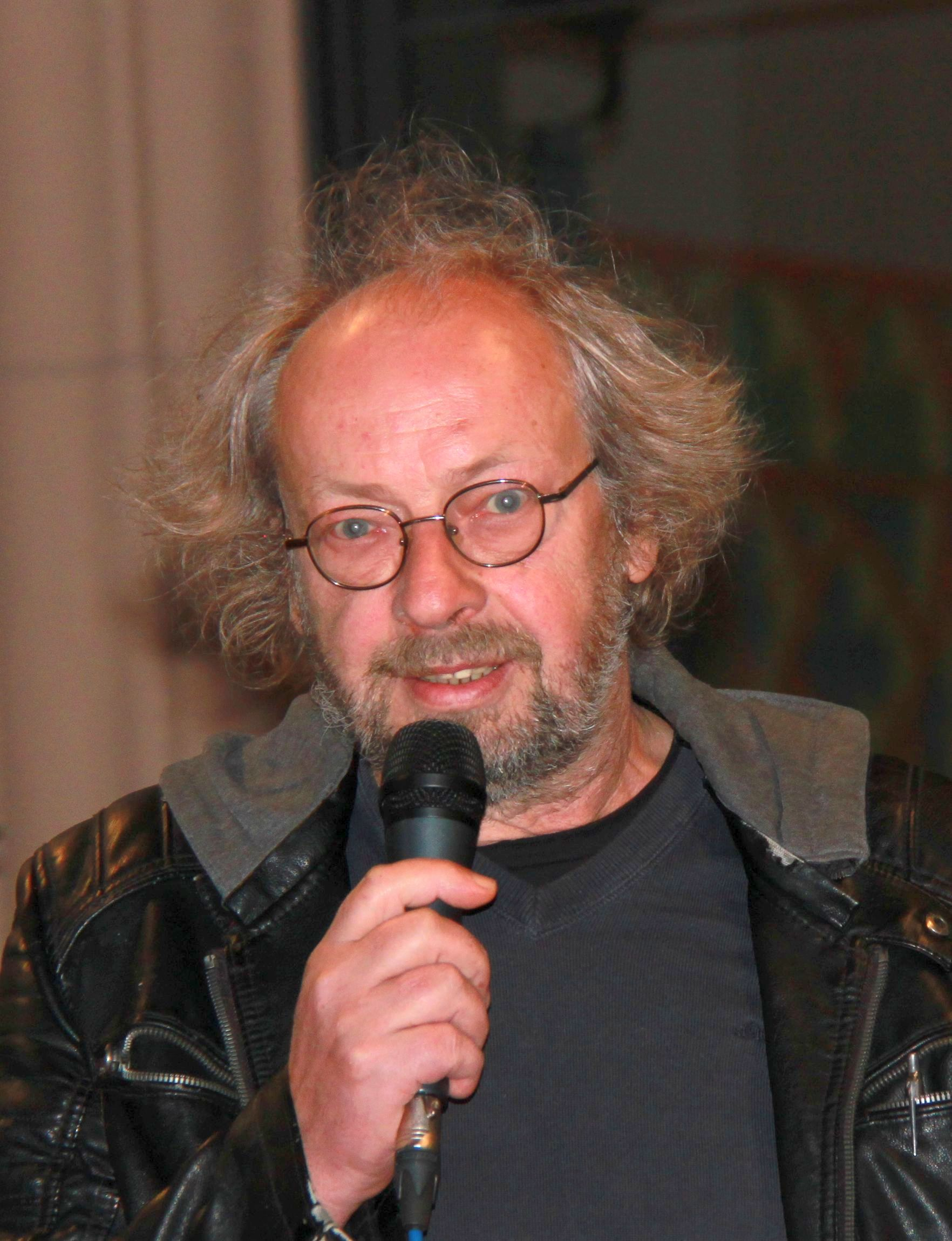
Matthias Zwarg (2024)

Matthias Zwarg (* 15. Dezember 1958 in Bad Düben) ist ein deutscher Journalist und Verleger.
Matthias Zwarg legte sein Abitur in Zschopau ab. Dort war er in den 1980er Jahren in der Stadt- und Kreisbibliothek als Bibliothekar tätig. Während der Wende engagierte er sich in der Bürgerrechtsbewegung, unter anderem als Teilnehmer am Runden Tisch und Mitbegründer des Neuen Forums. Nach einer 1990 aufgenommenen Tätigkeit als freier Redakteur in der Kulturredaktion der Freien Presse übernahm Zwarg 2002 parallel die Leitung des Chemnitzer Verlags. Er ist Autor und Herausgeber zahlreicher Sachbücher, aber auch Lyrikbände. Außerdem ist er Mitglied im PEN-Zentrum Deutschland.
Er war mit der Malerin Angelika Zwarg (1959–2018), Kunsterzieherin am Gymnasium in Zschopau, verheiratet. Der gemeinsame Sohn Robert Zwarg (* 1981) ist Philosoph und Übersetzer.